# Janusz Gajos
Janusz Gajos (né le 23 septembre 1939 à Dąbrowa Górnicza, en Pologne) est un acteur polonais.

## Filmographie partielle
- 1966 : La Barrière (Bariera) de Jerzy Skolimowski
- 1966 : Czterej pancerni i pies de Janusz Przymanowski
- 1970 : Mały de Julian Dziedzina
- 1978 : Co mi zrobisz, jak mnie złapiesz (Que me ferez-vous si vous m'attrapez) de Stanisław Bareja
- 1980 : Le Chef d'orchestre (Dyrygent) d'Andrzej Wajda
- 1980 : Le Contrat (Kontrakt) de Krzysztof Zanussi
- 1981 : L'Homme de fer (Człowiek z żelaza) d'Andrzej Wajda
- 1981 : La Guerre des mondes (Wojna swiatów - nastepne stulecie) de Piotr Szulkin
- 1982 : L'Interrogatoire (Przesluchanie) de Ryszard Bugajski
- 1984 : L'Année du soleil calme (Rok spokojnego słońca) de Krzysztof Zanussi
- 1984 : La Traque (Wedle wyroków twoich...) de Jerzy Hoffman
- 1991 : L'Évasion du cinéma Liberté (Ucieczka z kina „Wolność”) de Wojciech Marczewski
- 1992 : Coupable d'innocence ou Quand la raison dort de Marcin Ziebinski
- 1994 : Trois Couleurs : Blanc, de Krzysztof Kieślowski
- 2002 : Chopin : Le Désir d'amour (Chopin. Pragnienie milosci) de Jerzy Antczak
- 2002 : Zemsta d'Andrzej Wajda
- 2015 : Body (Cialo) de Małgorzata Szumowska (en post-production)
- 2018 : Kler de Wojciech Smarzowski

### Doublage polonais[1]
- 1994 : La Fille de d'Artagnan : d'Artagnan
- 2002 : La Planète au trésor : Un nouvel univers : John Silver

## Récompenses et distinctions
- Aigle du meilleur acteur au Polskie Nagrody Filmowe 2006 pour son rôle dans Jasminum
- Aigle du meilleur acteur au Polskie Nagrody Filmowe 2015 pour son rôle de Janusz Koprowicz dans Cialo